# ويل برايس
ويل برايس (بالإنجليزية: Will Price)‏ هو مهندس معماري أمريكي، ولد في 9 نوفمبر 1861 في Wallingford, Pennsylvania ‏ في الولايات المتحدة، وتوفي في 14 أكتوبر 1916 في اتلانتيك سيتي في الولايات المتحدة.